# 域塔物流科技
域塔物流科技控股有限公司（英語：Reitar Logtech Holdings Limtied，RITR）是一家與房地產與物流資產有關的香港企業，於2024年在美國納斯達克交易所上市。